# إله ضد الآلهة (رواية)
إله ضد آلهة A God Against the Gods هي رواية من الأدب التاريخي للروائي الأمريكي ألن دروري نشرت في عام 1976.

## القصة
تدور الأحداث حول محاولة الفرعون المصري إخناتون إنشاء ديانة جديدة في مصر. وتسرد القصة في شكل سلسلة مونولوجات على لسان العديد من الشخصيات.
وقد كتب المؤلف رواية تكملة في عام 1977 هي رواية "العودة إلى طيبة"، وكذلك كتابا غير أدبي عن مصر. ويرى الكاتب أن الصراعات السياسية في مصر في تلك الفترة التاريخية تشبه إلى حد كبير مثيلتها في العاصمة واشنطن.